# Julien Lepers

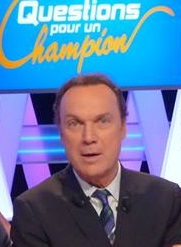
Julien Lepers em 2014

Julien Lepers, cujo nome real é Ronan Gerval Lepers (Paris, 12 de agosto de 1949 é um apresentador de televisão e de rádio, e também um autor-compositor-intérprete francês.
Ele é particularmente conhecido por ter sido o apresentador do programa de entrevistas Perguntas para um campeão no canal France 3, entre 7 de novembro de 1988 até 20 de fevereiro de 2016. Além disso, também é famoso por ser o compositor de dois grandes sucessos do cantor Herbert Léonard Pour le plaisir (1981) et Amoureux fous, ambas as músicas gravadas por ele em dueto com Julie Pietri (1983).